# 李祐 (蔡王)
李祐（?—?），唐朝皇子，是唐昭宗之子，生母不详。
《新唐书》中排序第十七位，在昭宗第十二子李祥后七位。天祐二年（905年）九月初十日，李祐被他哥哥唐昭宣帝封为蔡王。其后事迹不详。